# 342.ª Divisão de Infantaria (Alemanha)
A 342ª Divisão de Infantaria (em alemão:342. Infanterie-Division) foi uma unidade militar que serviu no Exército alemão durante a Segunda Guerra Mundial.

## Comandantes
| Comandante                                         | Data                                         |
| -------------------------------------------------- | -------------------------------------------- |
| Generalleutnant Dr. Walter Hinghofer               | 2 de julho de 1941 - 1 de novembro de 1941   |
| Generalmajor Paul Hoffmann                         | 1 de novembro de 1941 - 10 de maio de 1942   |
| Generalleutnant Albrecht Baron Digeon von Monteton | 10 de maio de 1942 - 9 de julho de 1942      |
| Generalmajor Paul Hoffmann                         | 9 de julho de 1942 - 1 de agosto de 1942     |
| Generalleutnant Albrecht Baier                     | 1 de agosto de 1942 - 25 de setembro de 1943 |
| Generalleutnant Heinrich Nickel                    | 25 de setembro de 1943 - 8 de maio de 1945   |

## Área de operações
| Alemanha                       | novembro de 1940 - julho de 1941    |
| França                         | junho de 1941 - outubro de 1941     |
| Jugoslávia                     | outubro de 1941 - fevereiro de 1942 |
| Frente Oriental, setor central | fevereiro de 1942 - outubro de 1944 |
| Alemanha                       | outubro de 1944 - maio de 1945      |